# Tengiz Khubuluri
Tengiz Khubuluri (géorgien : თემურ ხუბულური ou russe : Тенгиз Хубулури) , né le 24 mai 1955 à Skra, est un judoka soviétique. Il est l'un des meilleurs judokas de la fin des années 1970.

## Palmarès international
| Année | Compétition           | Lieu       | Résultat | Catégorie      |
| ----- | --------------------- | ---------- | -------- | -------------- |
| 1976  | Championnats d'Europe | Kiev       | 1er      | Moins de 93 kg |
| 1979  | Championnats d'Europe | Bruxelles  | 1er      | Moins de 95 kg |
| 1979  | Championnats du monde | Paris      | 1er      | Moins de 95 kg |
| 1980  | Jeux olympiques       | Moscou     | 2e       | Moins de 95 kg |
| 1981  | Championnats d'Europe | Debrecen   | 2e       | Moins de 95 kg |
| 1981  | Championnats du monde | Maastricht | 1er      | Moins de 95 kg |